# Test radioalergosorpcji
Test RAST (ang. radio-allergosorbent test – test radioalergosorpcji) – badanie wykonywane podczas diagnostyki alergii. Polega ono na określeniu stężenie przeciwciał IgE reagujących z określonym antygenem.
Test został wprowadzony w latach 70. XX wieku. W 1989 roku wprowadzono jego udoskonalone wersje. Badanie polega na badaniu próbki surowicy krwi na reakcję ze standaryzowanymi antygenami osadzonymi na podłożu stałym (np. płytka szklana). W trakcie inkubacji dochodzi do związania swoistych przeciwciał IgE z alergenem. Następnie płytkę przemywa się w celu usunięcia nadmiaru surowicy oraz niezwiązanych przeciwciał. Kolejnym etapem jest nanoszenie roztworu zawierającego przeciwciała przeciw ludzkim IgE. Przeciwciała te znakowane są przy wykorzystaniu izotopów promieniotwórczych (najczęściej 125I). Podczas 2-godzinnej inkubacji zostają one związane z przeciwciałami IgE tworząc strukturę zwaną kanapką. Kolejne przepłukanie płytki służy wypłukaniu nadmiarowych znaczników. Ostatnim etapem jest odczytanie wyniku przy pomocy gammakamery.
Dzięki zastosowanej metodzie ilość zliczeń gammakamery jest proporcjonalna do stężenia oznaczanych przeciwciał w surowicy krwi pacjenta.
Modyfikacją testu RAST są testy wykorzystujące w roli znacznika barwnik, a wynik odczytywany jest przy użyciu metody kolorymetrycznej.
Zaletą metody badania obecności przeciwciał IgE in vitro jest przede wszystkim mniejsze ryzyko wywołania u chorego gwałtownej reakcji alergicznej.